# Neue Pfarrkirche Lech am Arlberg

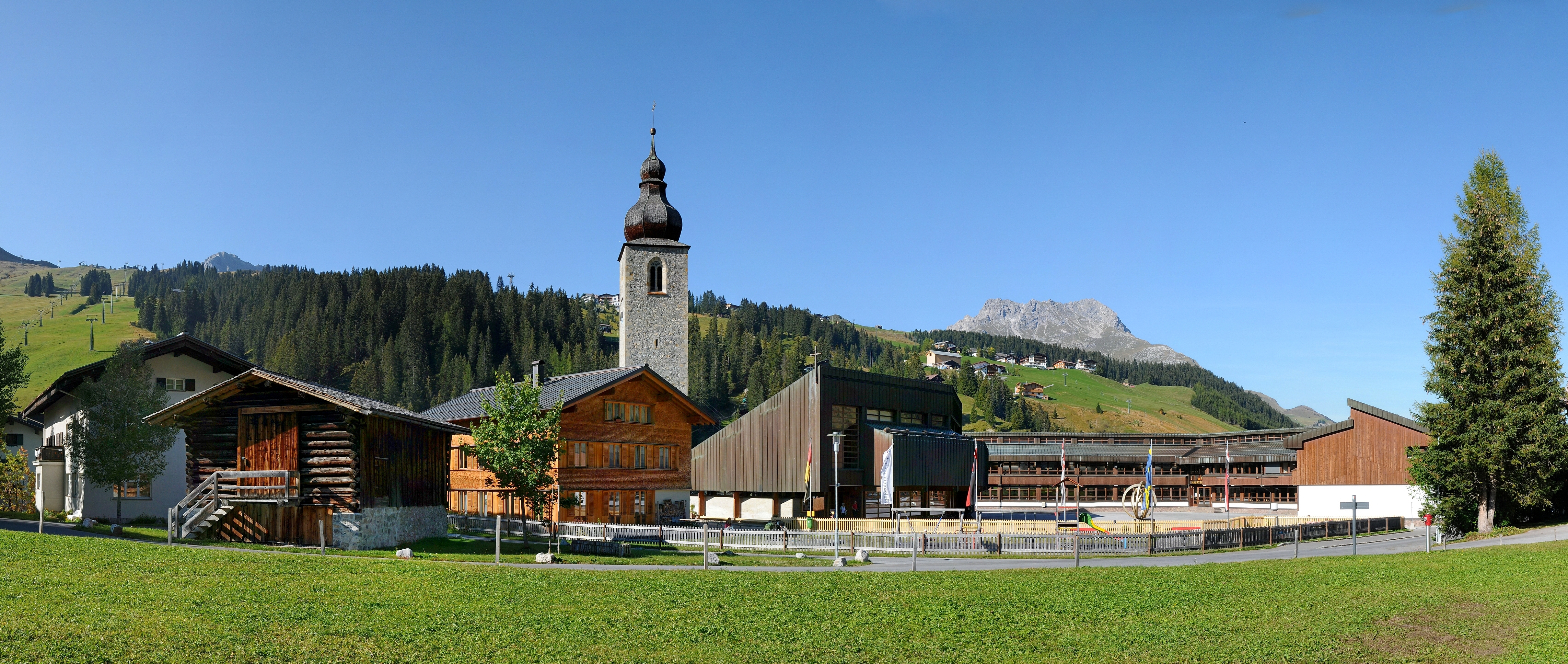
Neue Pfarrkirche zwischen alter Kirche und neuem Schulzentrum

Die Neue Pfarrkirche Lech am Arlberg steht an der Friedhofsmauer außerhalb des Friedhofes der Alten Pfarrkirche in der Gemeinde Lech in Vorarlberg. Die römisch-katholische Kirche ist gleichfalls dem Patrozinium hl. Nikolaus von Myra unterstellt. Die Kirche und das Schulzentrum stehen unter Denkmalschutz (Listeneintrag).

## Geschichte
Der neue Kirchenbau wurde unter dem Pfarrer Franz Eberle gleichzeitig mit dem Bauensemble eines Gemeinde- und Schulzentrums errichtet, den Architekturwettbewerb gewann der Architekt Roland Ostertag aus Leonberg bei Stuttgart, die Detailplanungen oblagen dem Architekten Leopold Kaufmann aus Dornbirn.
Nach jahrelangen Diskussionen um die zu klein gewordene alte Pfarrkirche, fand die Eröffnung des spektakulären neuen Baus schließlich 1976 statt.

## Architektur
Die Kirche ist auf die Alte Pfarrkirche orientiert und das Dach steigt nach hinten an, die Fenster im Altarraum geben einen Blick auf die alte gotische Pfarrkirche frei. Das Dach und teils auch die Fassaden sind mit Kupferblech ummantelt.
Das Kircheninnere zeigt sich annähernd trapezförmig. Das offene Pultdach aus Holz wird getragen von starken Leimbindern; hinten gibt es eine umlaufende Empore mit seitlichen Stiegen. Die hintere Front ist weitgehend verglast, seitlich befinden sich senkrechte Lichtschlitze. Der Boden fällt zum Altarraum leicht ab und ist mit grauen Steinplatten ausgelegt.

## Einrichtung
Der Altarraum hat einen Altar als wuchtige Halbkugel aus fränkischem Juragestein, der Tabernakel ist aus Holz mit Kerbschnitzerei.
Aus der alten Pfarrkirche wurden übertragen: eine gotische Madonna um 1490, ein geschnitztes Kruzifix um 1790 und die Figur hl. Nikolaus vom Imster Bildhauer Josef Klemens Witwer um 1790. Weiters steht ein gotischer doppeltüriger Sakristeischrank aus Zirbenholz beim Altarraum, er zeigt Profilleisten und oben und unten geschnitzte Keilbogen und Sternenmuster sowie rot und grün bemalte Felder, die Türbänder und Kastenschlösser entstanden wie der Schrank um 1500. Auf der Empore fand ein altes verwittertes Bregenzer Giebelkreuz aus Großdorf mit einem Christuskörper in Lebensgröße Schutz vor dem Wetter.
Im hinteren Randbereich der Kircheninneren steht ein Holzmodell des Turmhelms der alten Pfarrkirche.
Die Orgel auf der Empore schuf 1993 die Manufaktur Rieger Orgelbau aus Schwarzach; die Orgel mit einem Haupt- und Brüstungsprospekt zeigt sich in den Farben Rot und Blau mit silberfarbenen Zinnpfeifen. Sie hat einen Umfang von 22 Registern auf zwei Manualen und Pedal. Ferner existiert ein Hochpositiv mit sechs Registern, das Rieger 1975 hergestellt hatte.